# Stronger Than Desire
Stronger Than Desire è un film del 1939 diretto da Leslie Fenton basato su un romanzo di W.E. Woodward.

## Trama
La ricca Elizabeth Flagg è corteggiata da Michael McLain, nonostante le sue proteste è una donna sposata. 
McLain è abbastanza affascinante e cabarbio e riesce ad attirare Elizabeth in una serie di schermaglie amorose, fino a quando cerca di estorcere denaro da lei,i due litigano violentemente e lei spara su di lui con la sua pistola. 
La moglie di,  McLain Eva viene arrestata per il suo omicidio, con forti prove circostanziali contro di lei, la condanna sembra sicura, fino a che sotto il proprio senso di colpa Elizabeth convince il proprio marito, l'avvocato difensore Tyler Flagg, a prendere il caso della donna. L'uomo accetta ma senza sapere del coinvolgimento della moglie.